# جان ماري ترابنيير
جان ماري ترابنيير (مواليد 13 يناير 1942) هو لاعب كرة قدم. يلعب مع منتخب بلجيكا لكرة القدم. سبق له أن لعب في كأس العالم لكرة القدم مع منتخب بلاده.

## روابط خارجية
- جان ماري ترابنيير على موقع الاتحاد الدولي (مؤرشف)  (الإنجليزية)
- جان ماري ترابنيير على موقع الاتحاد البلجيكي (الإنجليزية)
- جان ماري ترابنيير على موقع قاعدة بيانات كرة القدم.إي يو (الإنجليزية)
- جان ماري ترابنيير على موقع ناشيونال فوتبول تيمز (الإنجليزية)
- جان ماري ترابنيير على موقع عالم كرة القدم.نت (الإنجليزية)